# Chris Cooper (cestista)
Christopher Michael Cooper, detto Chris (Bronx, 17 gennaio 1990), è un ex cestista statunitense.

## Palmarès

### Club
- Campionato rumeno: 1

Asesoft Ploiesti: 2014-15
- Lega Baltica: 1

Šiauliai: 2013-14

### Individuale
- All-NBDL All-Rookie Third Team (2013)